# Marcus Ölander
Marcus Ölander, född 20 november 1936 i Helsingfors, död 19 september 1997 i London, var en finländsk journalist. 
Efter studentexamen 1956 studerade Ölander vid Svenska handelshögskolan i Helsingfors 1957–60. Han var redaktör vid Finlands rundradios svenska programsektion 1960–68, och chef för svenska aktualitetsredaktionen där 1968–69.
År 1979-82 var han korrespondent för Sveriges Radio i Beirut, utrikesredaktör vid Sveriges Radio 1973–79, korrespondent i Washington för Sveriges Riksradio 1979–82, utrikesreporter vid Eko-redaktionen 1982–85, utrikeskorrespondent för Sveriges riksradio i Washington 1985–88, i Buenos Aires 1989–91 och utrikeschef vid Dagens Eko 1991–97.
Under en kort tid var han åter utrikeskorrespondent innan han omkom i en tågolycka i London.

## Marcus Ölanderpriset
Marcus Ölanderpriset för god utrikesjournalistik delas ut av Public serviceklubben på Sveriges Radio och Sveriges Television.

### Pristagare
- 2000: Hanna Stjärne[2]
- 2001: Nils Horner[3][4]
- 2002: Peder Carlquist och Odd Ragnar Lund[5]
- 2003: Cecilia Uddén[6]